# Orthaea stipitata
Orthaea stipitata är en ljungväxtart som först beskrevs av Luteyn, och fick sitt nu gällande namn av J.L. Luteyn. Orthaea stipitata ingår i släktet Orthaea och familjen ljungväxter. Inga underarter finns listade i Catalogue of Life.